# Combes (Le Landeron)
Combes (toponimo francese) è una frazione del comune svizzero di Le Landeron (Canton Neuchâtel).

## Storia

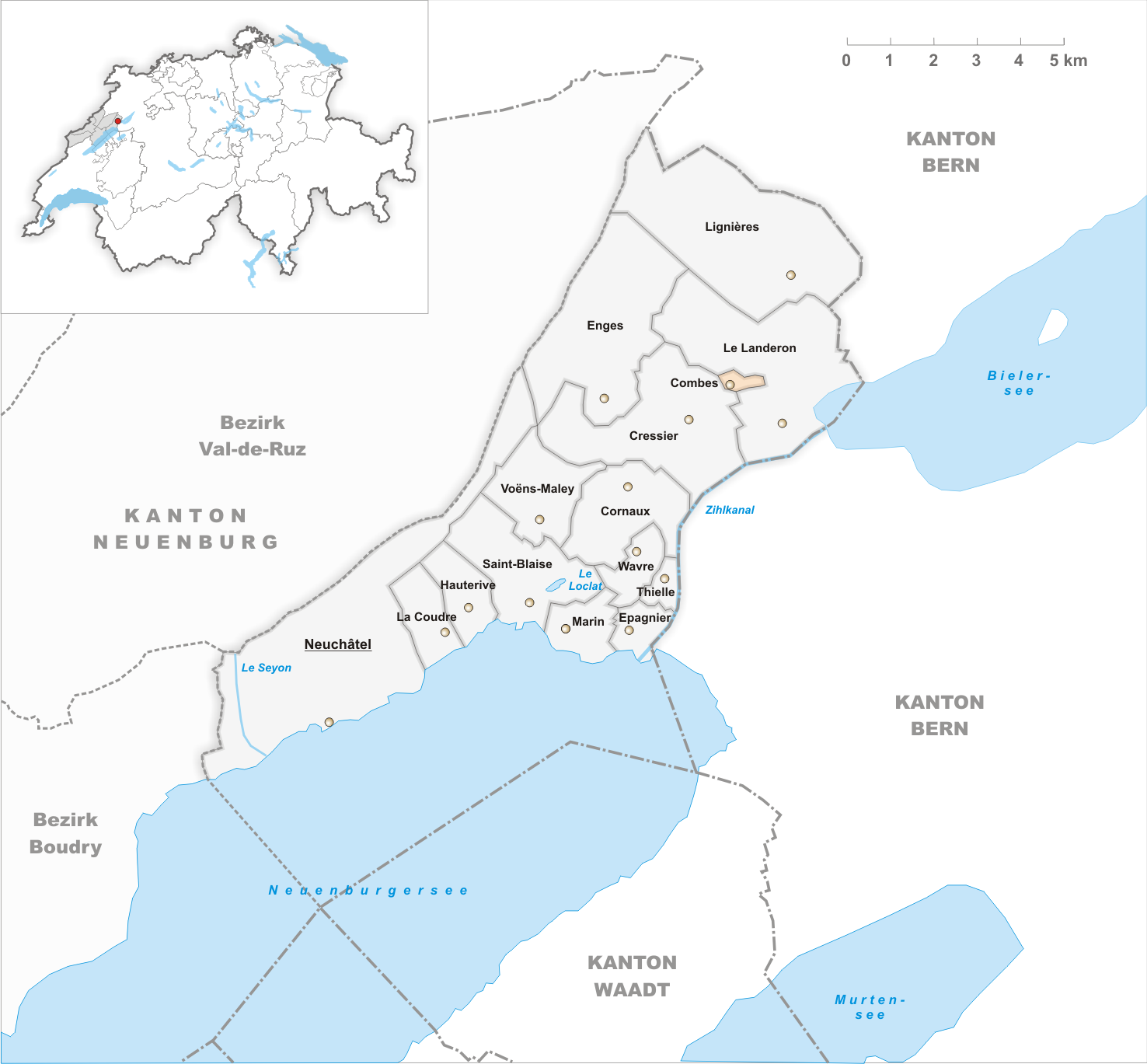
Il territorio del comune di Combes prima degli accorpamenti comunali del 1875-1888

Già comune autonomo che si estendeva per 0,32 km², 1875-1888 si unì al comune di Le Landeron: la denominazione ufficiale del nuovo comune fu fino al 1966 "Landeron-Combes".

## Monumenti e luoghi d'interesse
- Cappella cattolica di San'Anna, eretta 1681[1].

## Società

### Evoluzione demografica
L'evoluzione demografica è riportata nella seguente tabella:
Abitanti censiti